# Szürke drongó
A szürke drongó (Dicrurus leucophaeus) a madarak osztályának verébalakúak (Passeriformes) rendjébe és a drongófélék (Dicruridae) családjába tartozó faj.
A magyar név forrással nincs megerősítve.

## Előfordulása
Afganisztán, Banglades, Bhután, a  Fülöp-szigetek, Kambodzsa, Kína, India, Indonézia, Irán, Laosz, Malajzia, Mianmar, Nepál, Pakisztán,  Srí Lanka, Thaiföld és Vietnám területén honos. Kóborlásai során eljut Észak-Koreába, Dél-Koreába, Szingapúrba és Tajvanba is.

## Alfajai
- Dicrurus leucophaeus batakensis
- Dicrurus leucophaeus bondi
- Dicrurus leucophaeus celaenus
- Dicrurus leucophaeus hopwoodi
- Dicrurus leucophaeus innexus
- Dicrurus leucophaeus leucogenis
- Dicrurus leucophaeus leucophaeus
- Dicrurus leucophaeus longicaudatus
- Dicrurus leucophaeus mouhoti
- Dicrurus leucophaeus nigrescens
- Dicrurus leucophaeus periophthalmicus
- Dicrurus leucophaeus phaedrus
- Dicrurus leucophaeus salangensis
- Dicrurus leucophaeus siberu
- Dicrurus leucophaeus stigmatops

## Megjelenése
Testhossza 29 centiméter.
|  |

## Külső hivatkozás
- Képek az interneten a fajról
- Képek a koponyájáról
- Videó a fajról